# Thorsten Herrmann

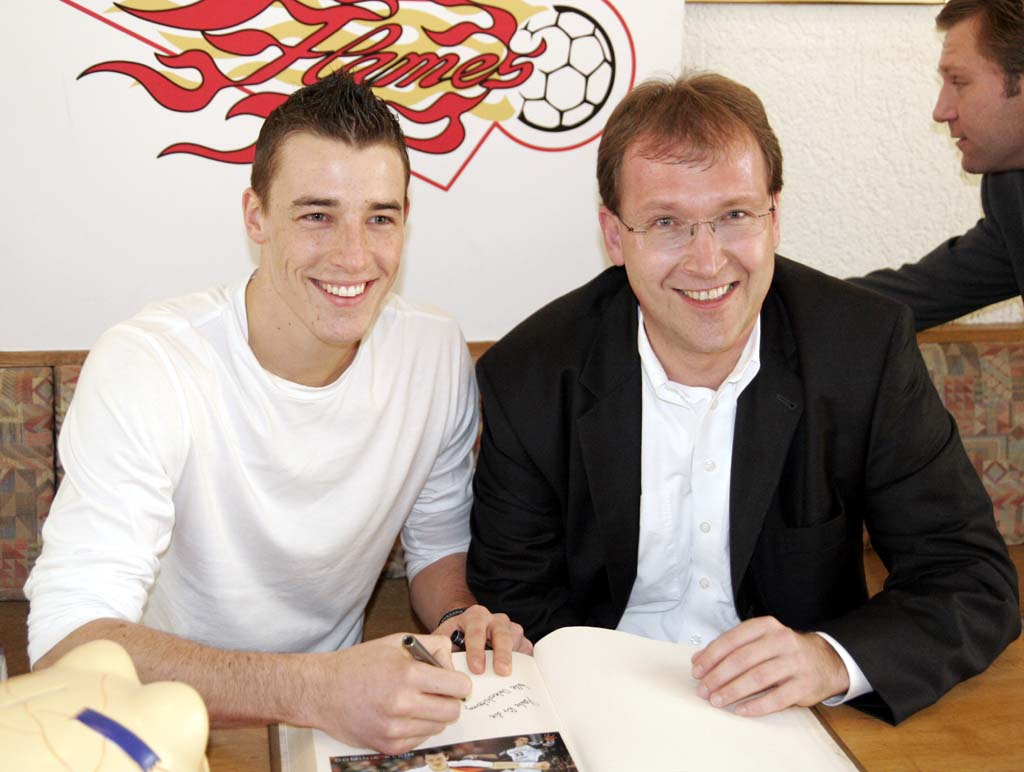
Thorsten Herrmann (rechts) mit Dominik Klein, der sich in das Goldene Buch der Stadt Bensheim einträgt.

Thorsten Herrmann (* 23. November 1964 in Fulda) ist ein CDU-Politiker und war von 2002 bis 2014 Bürgermeister der hessischen Stadt Bensheim an der Bergstraße.

## Karriere
Nach der Ableistung seines Wehrdienstes begann er 1986 an der Universität zu Köln, beziehungsweise der Sporthochschule Köln, ein Studium in Biologie, Pädagogik und Sport, das er 1994 mit dem 1. Staatsexamen abschloss. Danach arbeitete er als wissenschaftlicher Mitarbeiter am Botanischen Institut der Kölner Universität. Ein Referendariat von 1995 bis 1997 brachte ihm den Abschluss zum 2. Staatsexamen.
Von 1998 bis 1999 war Herrmann dann Mitarbeiter des Bundestagsabgeordneten Christian Schwarz-Schilling. Danach war er bis 2002 als Referent im Hessischen Landtag für Kulturpolitik, Wissenschaft und Kunst sowie für Medienpolitik beschäftigt. Am 30. Juni 2002 wurde er mit 52,8 % der Stimmen zum Bürgermeister der Stadt Bensheim gewählt. Am 15. Juni 2008 wurde er mit 60,5 % der Stimmen wiedergewählt. Anfang November 2013 gab Herrmann bekannt, an der kommenden Bürgermeisterdirektwahl 2014 nicht mehr zu kandidieren.
Im November 2013 wurde er als Kandidat der CDU für die Wahl zum Landrat des Wetteraukreis nominiert. Die Wahl verlor Herrmann, mit einem Stimmenanteil von 35,7 Prozent, gegen den Amtsinhaber Joachim Arnold (SPD).
Im Dezember 2014 endete sein Bürgermeisteramt in Bensheim. Sein Nachfolger im Amt ist Rolf Richter (CDU). Seit Juni 2015 ist Herrmann Hessentagsbeauftragter des Landes Hessen.

## Persönliches
Herrmann ist seit 1993 mit der Chemieingenieurin Beatrice verheiratet.